# Abolla

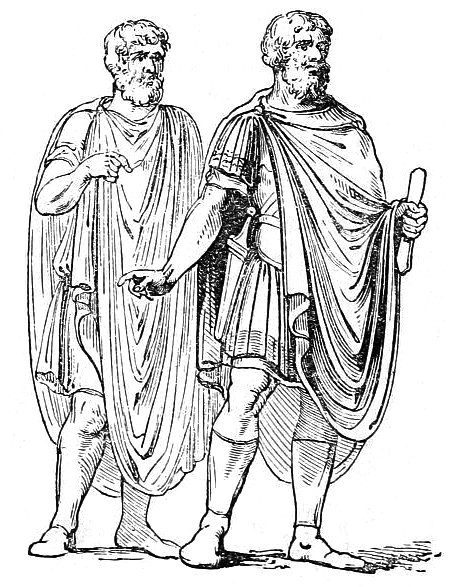
Abolla

Abolla (grec antic: ἀβόλλα, llatí: Abolla) era una capa gruixuda de llana que segons Servi Maure Honorat s'assemblava a la clàmide. No era d'origen romà, i en una inscripció es diu que la portaven els peregrini, les persones lliures de l'Imperi que no eren ciutadans romans.
El significat de la paraula en grec és el de 'mantell', 'capa'. Varró diu que no era una peça de vestir de tipus militar, i que s'assemblava amb la toga, i tal va passar amb el sagum, era usada indiscriminadament per tothom quan es va popularitzar. Els romans feien servir aquesta capa de llana per protegir-se del fred a la guerra o als viatges. Més tard va ser utilitzat principalment pels filòsofs estoics a Roma i l'anomenaven pallium philosophicum, imitant els filòsofs grecs que es distingien per una vestimenta particular.
Segons Suetoni, Ptolemeu de Mauritània va ofendre Calígula quan, a Roma es va presentar al seu davant amb una abolla púrpura esplèndidament adornada. La forma militar de l'abolla probablement va anar variant, i la seva textura rugosa es va canviar per lli fi. Per la seva tosquedat va ser adoptada pels filòsofs, que la usaven tant per roba de dia com de nit.